# 마드리드 지하철 6호선

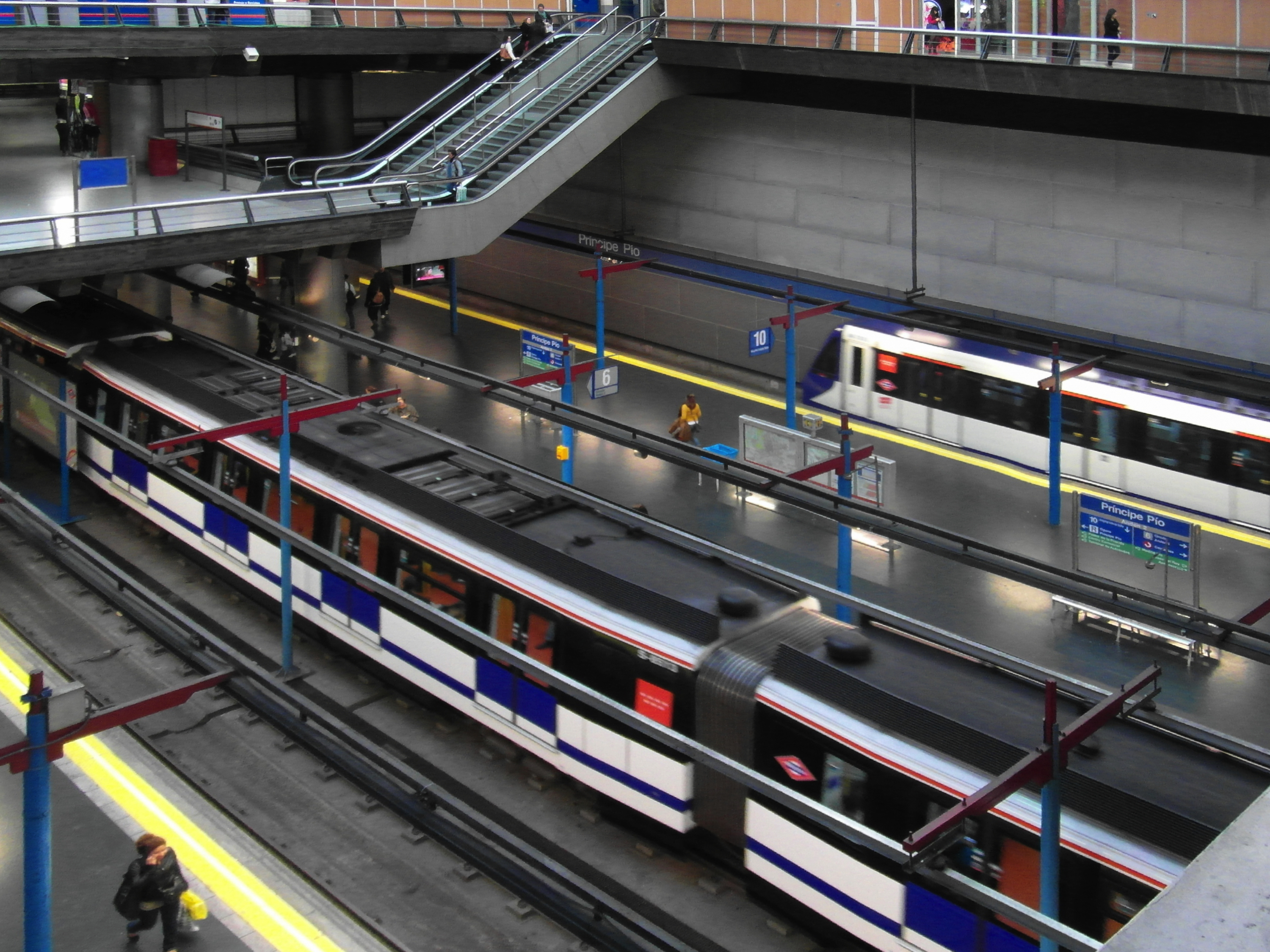
6호선의 프린시페 피오 역

마드리드 지하철 6호선(línea 6)은 스페인 마드리드 지하철의 노선 중 하나이다. 노선색은 회색으로 12호선과 함께 마드리드 지하철에 존재하는 순환선 두 개 중 하나로, 마드리드 도심을 통과하는 지하철 노선들을 한바퀴 두르며 한쪽과 다른 한쪽에 걸쳐 있는 모양을 하고 있다. 이 때문에 한번만 걸친 8호선, 11호선을 제외한 모든 지하철 노선과 두 번 이상 만난다 (12호선과는 만나지 않는다). 현재 28개 역이 운영 중에 있으며 각 승강장의 길이는 115m이다. 전체 노선 길이는 23.472km에 달한다.
여러 노선에 걸쳐야 하는 동시에 마드리드 도심까지 통과해야 하는 노선 특성상, 기존처럼 도로를 따라서 똑바른 노선형을 유지하긴 힘들었기 때문에 (5호선에 이어) 기존 노선들보다 비교적 깊게 지어졌다. 이 때문에 마드리드 지하철에서 가장 깊은 지하 45m에 자리한 역 (콰트로 카미노스 역)이 생기는가 하면, 지반 자체가 어느정도 고도가 있음에도 불구하고 깊이 파고들어가는 바람에 해수면과 같은 고도에 지어진 역 (프린시페 피오 역)도 생겼다. 이 때문에 다른 노선보다 평균 이동시간이 조금 더 길다.
6호선이 지나는 환승역 중에서 대표적인 곳은 몽클로아 역, 프린시페 피오 역, 플라사 엘립티카 역, 아베니다 데 아메리카 역이 있다. 누에보스 미니스테리오스 역, 라구나 역, 멘데스 알바로 역도 세르카니아스 마드리드 노선과 연계되어 많이 이용한다.

## 환승 정보
6호선과 환승되는 노선은 다음과 같다.

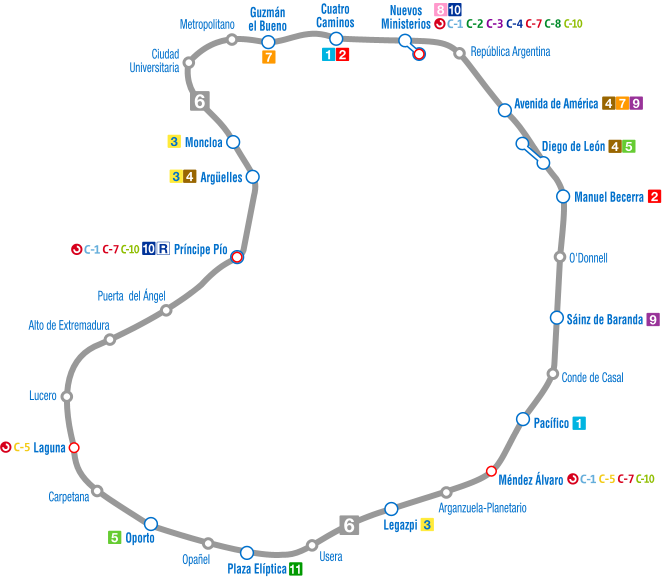
6호선 노선도

- 1호선 - 콰트로 카미노스 역, 파시피코 역
- 2호선 - 콰트로 카미노스 역, 마누엘 베세라 역
- 3호선 - 몽클로아 역, 아르궤예스 역, 레가스피 역
- 4호선 - 아르궤예스 역, 아베니다 데 아메리카 역, 디에고 데 레온 역 (환승통로 이용)
- 5호선 - 오포르토 역, 디에고 데 레온 역
- 7호선 - 아베니다 데 아메리카 역, 구스만 엘 부에노 역
- 8호선 - 누에보스 미니스테리오스 역
- 9호선 - 아베니다 데 아메리카 역, 사인스 데 바란다 역
- 10호선 - 누에보스 미니스테리오스 역, 프린시페 피오 역
- 11호선 - 플라사 엘립티카 역
- 라말선 - 프린시페 피오 역
- 세르카니아스 마드리드 - 누에보스 미니스테리오스 역, 프린시페 피오 역, 라구나 역, 멘데스 알바로 역

## 같이 보기
- 마드리드 지하철